# 1876

## Esdeveniments
Països Catalans
- 26 de novembre - Barcelona: s'hi funda l'Associació Catalanista d'Excursions Científiques, que el 1890 es fusionarà amb l'Associació Catalana d'Excursions per constituir el Centre Excursionista de Catalunya.

Resta del món
- 14 de febrer - Elisha Gray i Alexander Graham Bell sol·liciten, per aquest ordre, una patent per la invenció del telèfon. Sembla que, tot i arribar més tard, a l'oficina de patents americana van enregistrar primer la sol·licitud de Bell i, per tant, se li va concedir la patent del telèfon a Bell.
- 3 de març - Madrid: es publica l'última edició de la revista La Flaca.
- 7 de març - Boston (Massachusetts, EUA): Alexander Graham Bell patenta el telèfon.
- 30 de juny - Madrid: s'aprova la Constitució Espanyola de 1876.
- 1 de juliol Sèrbia declara la guerra a Turquia.
- 2 de juliol - Montenegro declara la guerra a Turquia.
- 13 d'agost - Bayreuth: primera representació de Das Rheingold, el Pròleg de la Tetralogia Der Ring des Nibelunguen de Richard Wagner formant part de tot el cicle al Festspielhaus.
- 14 d'agost - Bayreuth: primera representació de Die Walküre, la primera jornada de la Tetralogia Der Ring des Nibelunguen de Richard Wagner formant part de tot el cicle al Festspielhaus.
- 16 d'agost - Bayreuth: primera representació de Siegfried, la segona jornada de la Tetralogia Der Ring des Nibelunguen de Richard Wagner al Festspielhaus.
- 17 d'agost - Bayreuth: primera representació de Götterdämmerung, la tercera jornada de la Tetralogia Der Ring des Nibelunguen de Richard Wagner al Festspielhaus.

## Naixements
Països Catalans
- 12 de febrer - Esparreguera: Amadeu Cuscó i Panadès, músic català (m. 1942).
- 2 d'abril - Barcelona: Lluïsa Vidal i Puig, pintora catalana (m. 1918).[1]
- 7 d'abril - Londres: Teresa Clotilde del Riego, compositora, violinista, pianista i cantant anglesa (m. 1968).[2]
- 13 d'abril - Palma: Pilar Montaner i Maturana, pintora mallorquina (m. 1961).[3]
- 9 de juny - Barcelona: Àngela Graupera i Gil, escriptora de novel·les rosa, infermera, conferenciant, activista social i la primera corresponsal de guerra femenina d'Espanya (m. 1940).[4]
- 12 de juny - Barcelona: Maria Gay, mezzosoprano catalana (m. 1943).[5]
- 2 de setembre - Verges: Francesc Cambó i Batlle, polític català (m. 1947).[6]
- 21 de setembre - Barcelona: Juli González i Pellicer, pintor i escultor (m. 1942).
- 24 d'octubre - Sant Feliu de Guíxols: Josep Irla i Bosch, 124è President de la Generalitat de Catalunya.
- 19 de desembre - Barcelona: Enric Pla i Deniel, bisbe i cardenal català (m. 1968).
- 29 de desembre - el Vendrell: Pau Casals, músic català (m. 1973).

Resta del món
- 2 de març, Roma, Regne d'Itàlia: Eugenio Pacelli, que esdevindrà papa com a Pius XII. (m. 1958)[7]
- 6 de març, Duisburg: Hedda Eulenberg, traductora alemanya.[8]
- 10 de març, Cambridge, Massachusetts: Anna Hyatt Huntington, escultora nord-americana i mecenes de les arts (m. 1973).[9]
- 11 de març, Marion, Massachusetts (EUA): Carl Ruggles, fou un compositor estatunicenc. (m. 1971)[10]
- 17 d'abril, Oulu: Otto Karhi, polític finlandès.

- 22 d'abril, Viena, Imperi Austrohongarès: Robert Bárány, metge austríac, Premi Nobel de Medicina o Fisiologia de l'any 1914 (m. 1936).[11]
- 23 d'abril, Hèlsinki: Aino Ackté, soprano finlandesa (m. 1944).[12]
- 26 d'abril, Varsòvia: Mela Mutermilch, pintora polonesa naturalitzada francesa que visqué a Barcelona i Girona (m. 1967).[13]
- 27 d'abril - Brussel·les: Irma Sèthe, violinista i pedagoga belga (m. 1958)
- 29 d'abril, Ejersa Goro, Etiòpia: Zewditu, primera emperadriu regnant de l'Imperi Etiop (m. 1930).[14]
- 3 de maig, Hamburg: Richard Ohnsorg, actor, director de teatre i activista per a la causa del baix alemany.
- 9 de maig, Chicago (EUA): Gilbert Bliss, matemàtic estatunidenc (m. 1951).[15]
- 29 de maig, París: Marguerite Hasselmans, pianista francesa (m. 1947).[16]
- 7 de juny, Rotterdam: Adya van Rees-Dutilh, artista tèxtil i pintora holandesa (m. 1959).[17]
- 22 de juny, Chilleurs-aux-Bois, Loiret, Centre, França: Madeleine Vionnet, influent dissenyadora d'alta costura francesa (m. 1975).[18]
- 23 de juny, Paducah, EUA: Irvin Shrewsbury Cobb, escriptor i humorista nord-americà (m. 1944).
- 3 d'agost, Leipzig: Elisabeth Andrae, pintora alemanya.[19]
- 7 d'agost, Ljouwert, Països Baixos: Mata Hari, ballarina i espia.[20]
- 20 d'agost, Northumberland (Anglaterra) Marie Lebour, biòloga marina i il·lustradora científica britànica (m. 1971).[21]
- 6 de setembre, Clunie, Escòcia: John James Rickard Macleod, metge escocès, Premi Nobel de Medicina o Fisiologia de 1923 (m. 1935).[22]
- 20 de novembre, Alemanya: Albert Richard Schade, compositor.
- 23 de novembre, Cadis, Andalusia: Manuel de Falla, compositor andalús (m. 1946).[23]
- 12 de desembre, Breslau, avui Wroclaw, Polònia: Marya Freund, soprano polonesa nacionalitzada francesa (m. 1966).[24]
- 25 de desembre:
  - Berlín, Alemanya: Adolf Otto Reinhold Windaus, metge i químic alemany. Premi Nobel de Química de 1928 (m. 1959).
  - Karachi (Imperi Britànic): Muhammad Ali Jinnah, polític inicialment de l'Índia i considerat el pare del Pakistan. Fou cap de la Lliga Musulmana i primer governador general del Pakistan (m. 1948).[7]
- Tunis Abd al-Aziz al-Thaalibi, polític tunisià.

## Necrològiques
Països Catalans
- 11 de juny - Tortosaː Maria Rosa Molas i Vallvé -o mare Molas-, religiosa fundadora de les Germanes de la Consolació (n. 1815).[25]
- 21 d'agost - Caldas de Besaya, Cantàbria: Ildefons Cerdà i Sunyer, enginyer, urbanista, jurista, economista i polític català (n. 1815).
- Tolosa de Llengudoc: Guillem d'Areny-Plandolit, noble urgellenc, baró de Senaller i Gramenet, polític i industrial del ferro a Andorra. Va encapçalar la Nova Reforma andorrana de reforma de les institucions andorranes, sent Síndic General.

Resta del món
- 26 de febrer, Stradella: Luigi Luzzi, compositor italià.
- 5 de març, París: Marie d'Agoult, escriptora francesa (n. 1805).[26]
- 23 de maig, Eslovàquia: Janko Kráľ, poeta romàntic eslovac de la generació de Ľudovít Štúr.
- 8 de juny, París: George Sand, escriptora francesa (n. 1804).[27]
- 21 de juny, Ciutat de Mèxic: Antonio López de Santa Anna y Pérez de Lebrón, conegut simplement com a Santa Anna, fou un líder polític mexicà que influencià el governs i les polítiques mexicana i espanyola durant la seva turbulenta carrera de quaranta anys. Fou president de Mèxic en onze ocasions no consecutives (n. 1794).[28]
- 25 de juny, Little Big Horn (Montana) EUA: George Armstrong Custer: oficial de cavalleria dels Estats Units que va destacar durant la Guerra Civil i les guerres contra els indis.[28]
- 27 de juny, Ambleside (Anglaterra): Harriet Martineau, teòrica social britànica i escriptora Whig, sovint citada com la primera dona sociòloga (n. 1802).[28]
- 22 de setembre, Saragossa: Dolores Gil de Pardo, fotògrafa pionera, que treballà a Barcelona, Vic i Olot (n. 1842).[29]
- 26 de setembre, Londres, Regne Unit: Edward Francis Rimbault, musicògraf i compositor anglès.